# ماریو بلینی

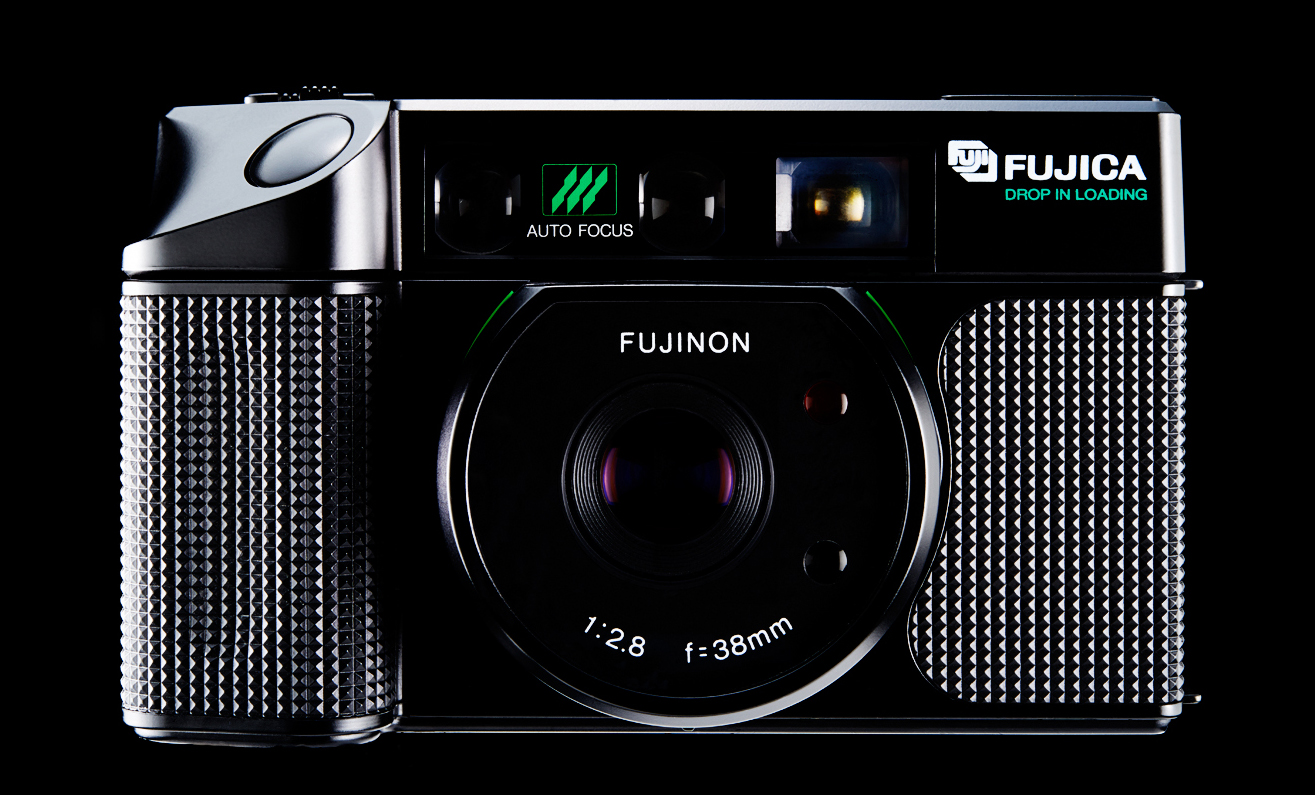
«فوجی دی‌ال ۱۰۰»، طرح از: ماریو بلینی

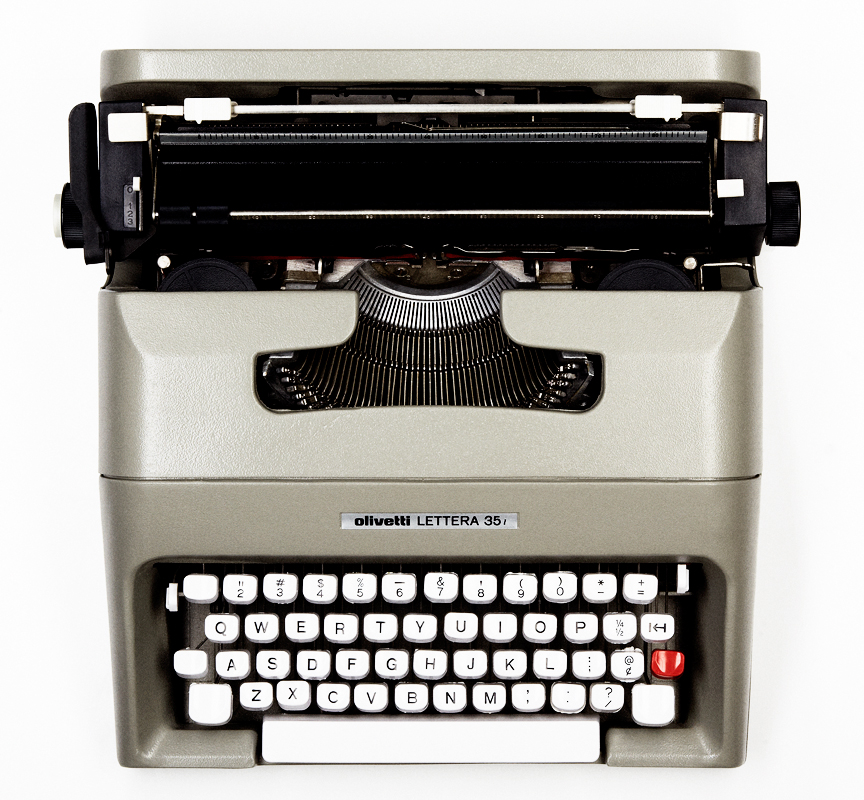
«دستگاه‌تایپ اولیوتی لترا ۳۵آی»، طرح از: ماریو بلینی

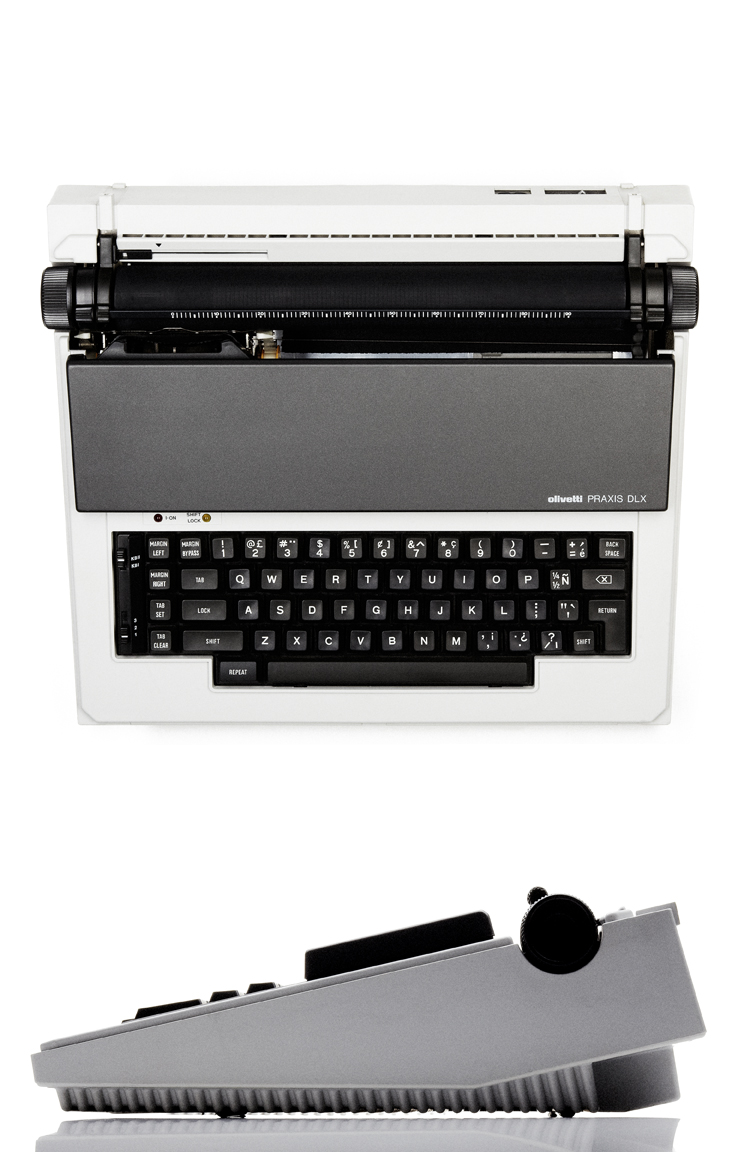
«دستگاه‌تایپ اولیوتی لترا پراکسیس دی‌ال‌ایکس»، طرح از: ماریو بلینی

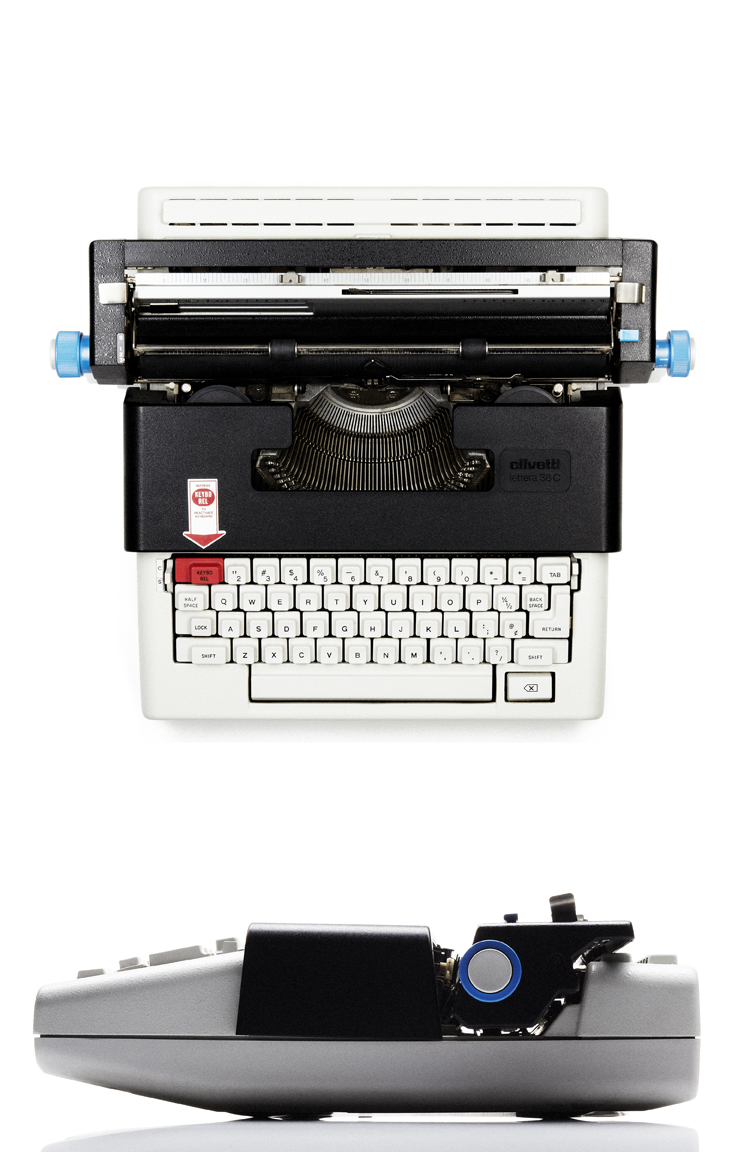
«دستگاه‌تایپ اولیوتی لترا ۳۶سی»، طرح از: ماریو بلینی

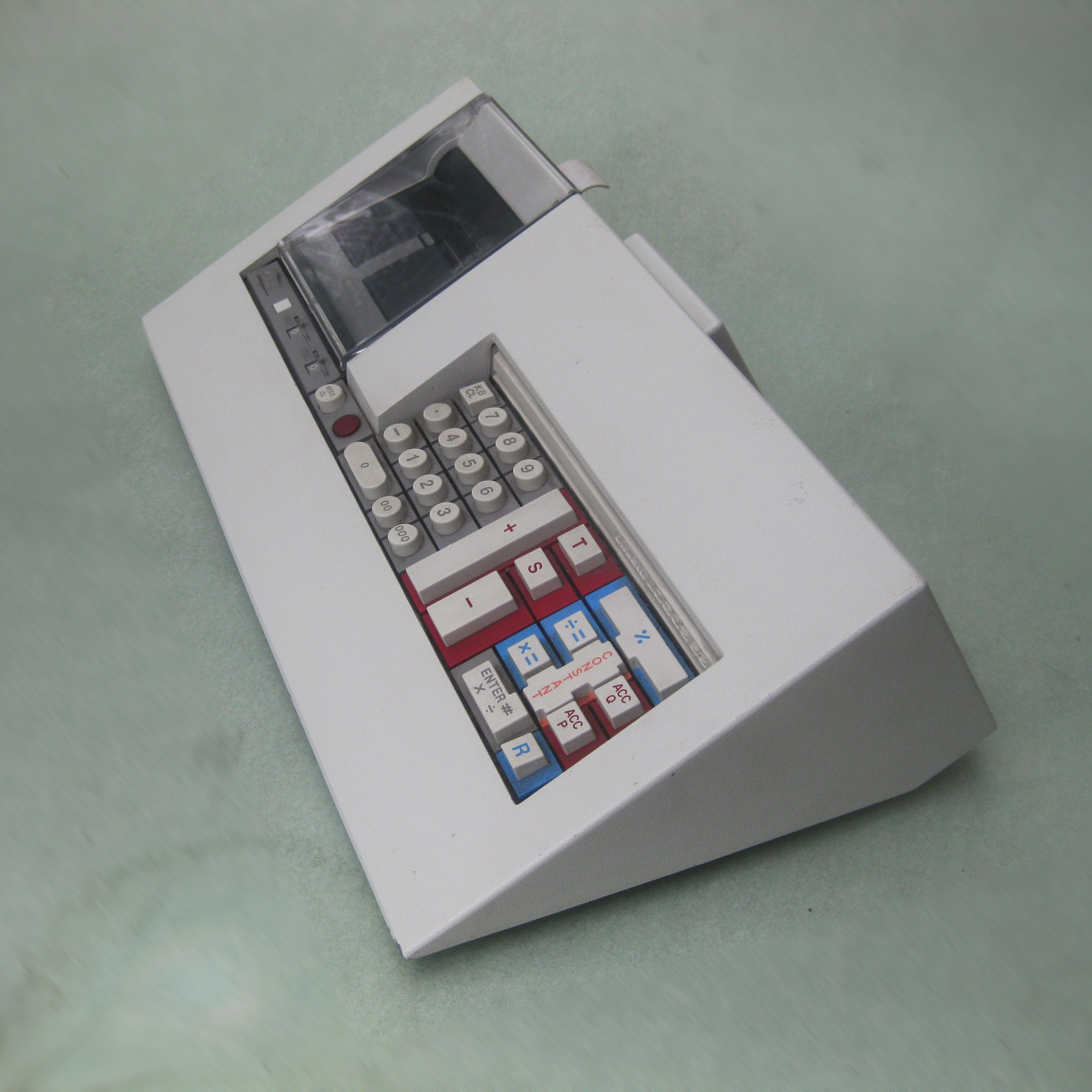
«ماشین‌حساب لوگوس ۵۸ اولیوتی»، ۱۹۷۲ میلادی

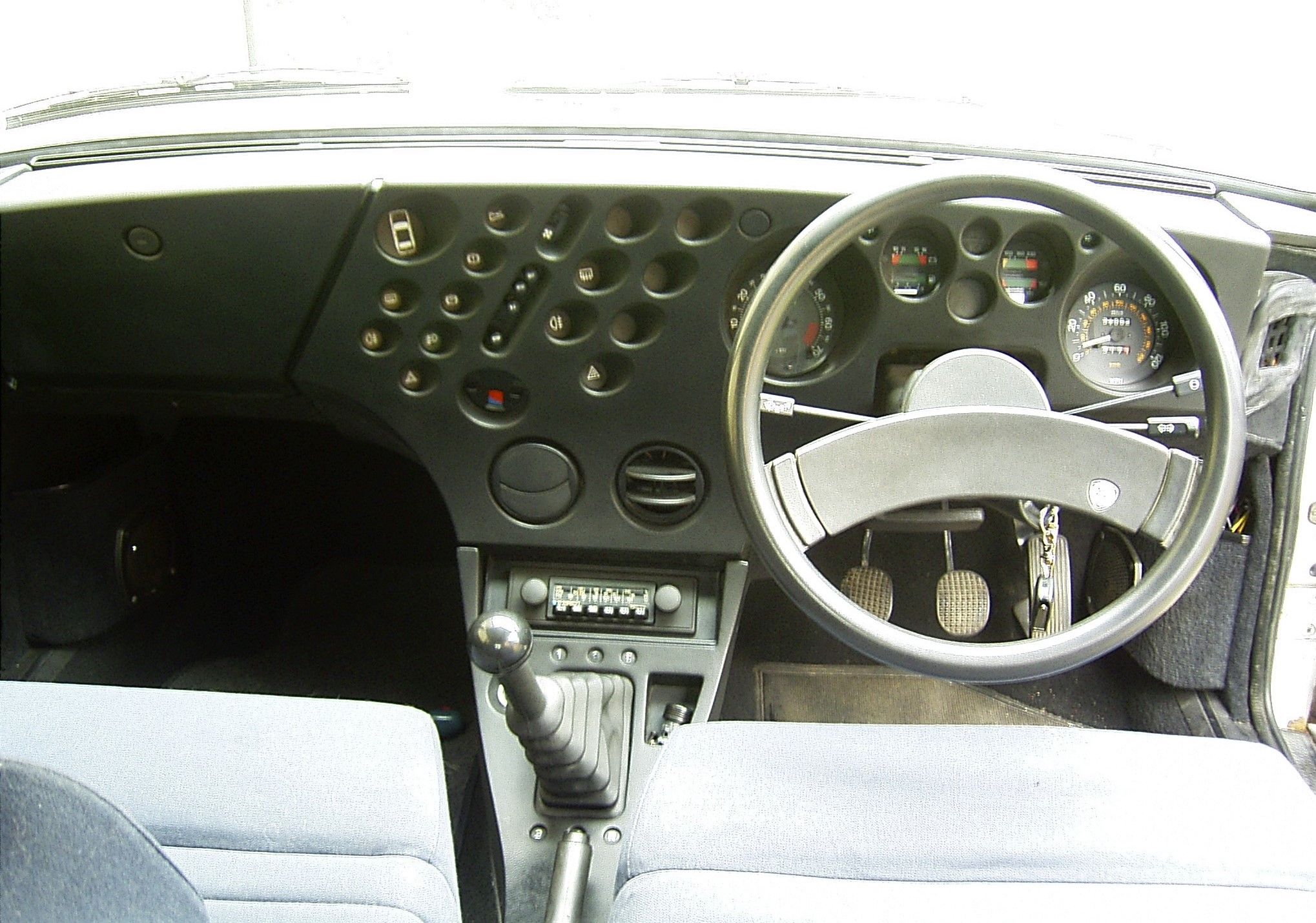
دَشبورد ارگونومیک برای «لانچیا تروی»، ۱۹۸۰ میلادی

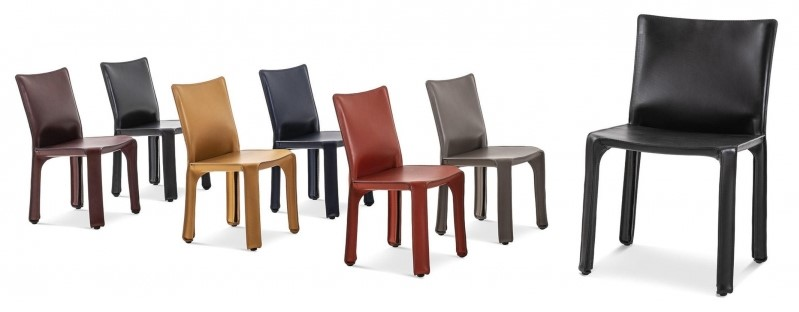
صندلی «کَب»

ماریو بلینی (به ایتالیایی: Mario Bellini)؛ (زادۀ ۱ فوریهٔ ۱۹۳۵ میلادی) یک معمار و طراح ایتالیایی است. او در سال ۱۹۵۹ میلادی از دانشگاه پلی‌تکنیک میلان - دانشکدۀ معماری فارغ‌التحصیل شد و خود به عنوان معمار در اوایل دهۀ ۱۹۶۰ میلادی شروع به کار کرد. او برندۀ ۸ جایزۀ پرگار طلا و معماری از جمله مدال طلا است که توسط رئیس‌جمهور جمهوری ایتالیا به او اعطاء شده‌ است.
مانند بسیاری دیگر از معماران ایتالیایی، فعالیت‌های او از معماری و شهرسازی تا طراحی محصولات و مبلمان را شامل می‌شود.

## طرحی

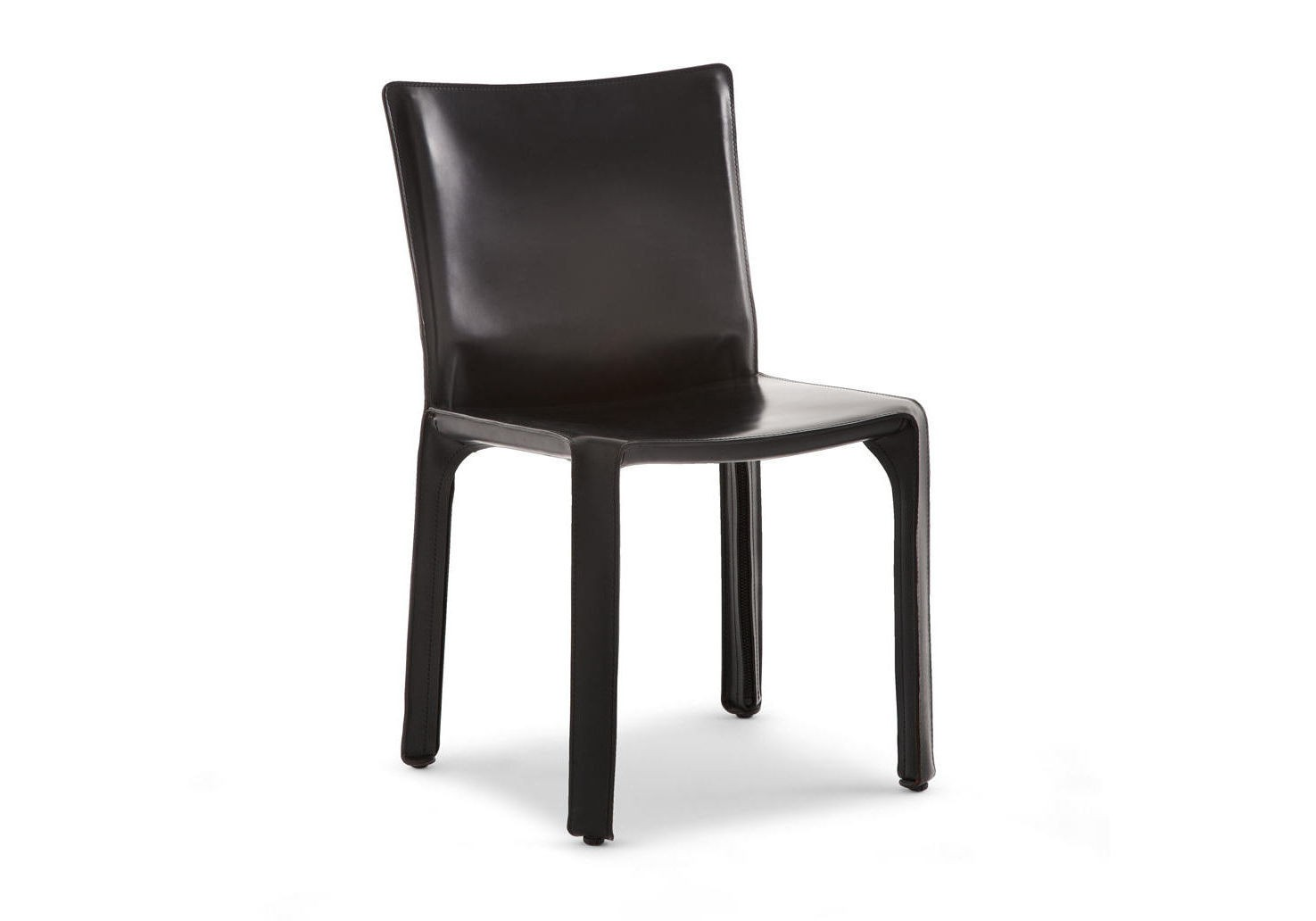
صندلی کابین توسط طراح ماریو بلینی تولید شده توسط کاسینا

حرفۀ او به عنوان طراح محصولات و مبلمان در سال ۱۹۶۳ میلادی آغاز شد و از سال ۱۹۶۳ تا ۱۹۹۱ میلادی او مشاور ارشد طراحی اولیوتی بود. او برای سال‌ها محصولات و سیستم‌های مبلمان را برای بی‌اندبی ایتالیا و کاسینا، تلویزیون برای بریونوگا، و سیستم‌های های-فای، هدفون و وسایل الکتریکی برای یاماها طراحی کرد.
او به مدت پنج سال به عنوان مشاور طراحی خودرو با رنو کار کرد.
در سال ۱۹۷۲ میلادی به او مأموریت داده شد تا نمونۀ اولیه محیط سیار کار-آ-سوترا (Kar-a-Sutra) را برای نمایشگاه «ایتالیا: چشم‌انداز داخلی نوین» در موزۀ هنر مدرن، نیویورک طراحی و بسازد.
او همچنین برای فیات و لانچیا (به ویژه فضای داخلی لانچیا تروی، ۱۹۸۰ میلادی)، چراغ‌هایی برای آرتماید، اِرکو و فلوس و مبلمان اداری برای ویترا طراحی کرده‌ است.
سایر شرکت‌هایی که او برای آن‌ها طراحی کرده و/یا به طراحی محصولات خود ادامه می‌دهد، عبارتند از: (در ایتالیا) آچربیس، براس، دریاده، کندی، کاستیلیا، فلو، کارتل، مارکاتره، مریتالیا، ناتوتزی و پولترونا فراو؛ (در بلژیک) ایده‌آل استاندارد؛ (در آلمان) لامی و روزنتال؛ (در ژاپن) فوجی و زوجیروشی؛ و (در ایالات متحدۀ آمریکا) هلر.
موفقیت بین‌المللی اولیۀ او در طول دو دهۀ اول، به ویژه در بخش طراحی، به سرعت رشد کرد و در سال ۱۹۸۷ میلادی با یک نمایشگاه شخصی گذشته‌نگر در موزۀ هنر مدرن نیویورک به اوج خود رسید. در آن زمان موزه ۲۵ اثر او را در مجموعۀ دائمی خود گنجانده بود، از جمله مجموعه‌ای قابل توجه از ماشین‌آلات اولیوتی و همچنین مبلمان برای بی‌اندبی و کاسینا - مانند صندلی معروف «کَب» - و صندلی‌های اداری خلاقانه طراحی شده برای ویترا.
علاوه بر این، او سیستم کامالئوندا (آفتاب‌پرست) را برای بی‌اندبی ایتالیا طراحی کرد که یکی از اولین نمونه‌های مبل مدولار است. این مبل را می‌توان به بهترین شکل برای تناسب با یک اتاق مونتاژ کرد.
دفتر مرکزی ام‌بی‌ای به مساحت ۱٬۵۰۰ متر مربع در میلان توسط خود ماریو بلینی در اوایل دهۀ ۱۹۹۰ میلادی طراحی شد و امروزه به‌ طور میانگین ۳۰ تا ۳۵ معمار در آن حضور دارند.
در سال ۱۹۹۹ میلادی، ام‌بی‌ای گواهینامۀ کیفیت ایزو ۹۰۰۱ را دریافت کرد.